# Bom Jesus (Rio Grande do Norte)
Bom Jesus è un comune del Brasile nello Stato del Rio Grande do Norte, parte della mesoregione dell'Agreste Potiguar e della microregione dell'Agreste Potiguar.